# Vågehval
Vågehvalen (Balaenoptera acutorostrata) også kaldet sildepiskeren er det mindste medlem af familien finhvaler under bardehvalerne. Den bliver op til 10 m lang og får en vægt på op til 10 t. Det er en almindelig bardehval med en anslået bestand på 200.000 individer alene på den nordlige halvkugle.
Dens hjerne har omkring 12,8 milliarder neokortikale nerveceller (cirka halvt så mange som mennesket) og 98,2 milliarder neokortikale gliaceller.